# Kyūzō Mifune
Kyuzo Mifune (三船久蔵 Mifune Kyuzo), (21 de abril de 1883 - 27 de enero de 1965) ha sido catalogado como uno de los más grandes exponentes de la técnica del judo después del fundador, Jigorō Kanō. El maestro Kyuzo Mifune desarrolló el más exquisito Judo que se haya visto jamás hasta la fecha, dueño de una armonía excepcional, donde se conjugaban los fundamentos de la biomecánica del Judo, de la belleza, del sincronismo, de la elasticidad, de la potencia, y de la flexibilidad.
Mifune hacía fáciles las técnicas más difíciles del Gokyo no waza, su elegancia para desplazarse, su conocimiento profundo de las leyes mecánicas; su capacidad física asombrosa para la estatura de 1.64m y el peso de 46 kg que tenía, dejaban más que admirados a sus espectadores. Hoy en día podemos gozar y aprender de su técnica en el Randori, gracias a un largometraje en el que el Mifune tenía ya más de 60 años.

## Sus primeros años
Kyuzo Mifune nació el 21 de abril de 1883, un año después del que el Kodokan sea fundado en la ciudad de Kuji, prefectura de Iwate, en la isla de Honshu. Parece que fue un niño revoltoso, aunque brillante; hijo de una familia compuesta de siete hermanos. Se dice que era de hacer travesuras o que estaba atrás de su organización para que otros las realizaran. Mifune se inició a temprana edad en el Judo, siendo un escolar de 13 años, empezó a practicarlo en la escuela secundaria en Sendai, en el norte de Japón, donde fue enviado por su padre al darse este por vencido de su mal comportamiento. Allí, él descubriría su vocación por el Judo y decidiría su dedicación al arte. A la edad de 14 años, venció a 9 oponentes de un fila en un torneo contra otra escuela. En una de sus últimas labores en Sendai, por mediación de su mentor Yoshikazu Owada, Mifune visitó al veterano maestro Matsugoro Okuda, con quien tuvo un combate de entrenamiento. Okuda venció fácilmente, proyectando a Mifune cuatro veces seguidas, pero no sin alabar su talento y asegurar que Mifune se convertiría en una leyenda del judo si entrenaba duro.
Después de su graduación iría a Tokio a una escuela preparatoria para continuar estudios en la universidad de Waseda. Inmediatamente a su llegada a Tokio, tendría el primer contacto de una larga y exitosa carrera en el Instituto Kodokan. En ese entonces el Kōdōkan requería una entrevista personal con el mismo Jigoro Kano, ser recomendado por algún judoka reconocido y hacer un juramento de sangre. Pese a que inicialmente Mifune no conociera a nadie de reputación que lo recomendara, un judoka de reputación temible, Sakujiro Yokoyama sería el presentador del joven Mifune, de entonces 20 años, ante Kano. Mifune se acampó literalmente en la puerta de Yokoyama hasta que este último aceptara ayudarle y en junio de 1903 él se integró al Kodokan. Mifune dedicó su tiempo exclusivamente a aprender el Judo; tanto así que su padre dejaría de ayudarlo y Mifune, de entonces 22 años, se vio obligado a buscar trabajo. Comenzó un periódico, vendiendo anuncios y convirtió a este en un negocio próspero. Mifune logró vender a este por un monto sustancial y entró en la carrera de economía de la Universidad de Keiō.

## Tecnócrata del Judo

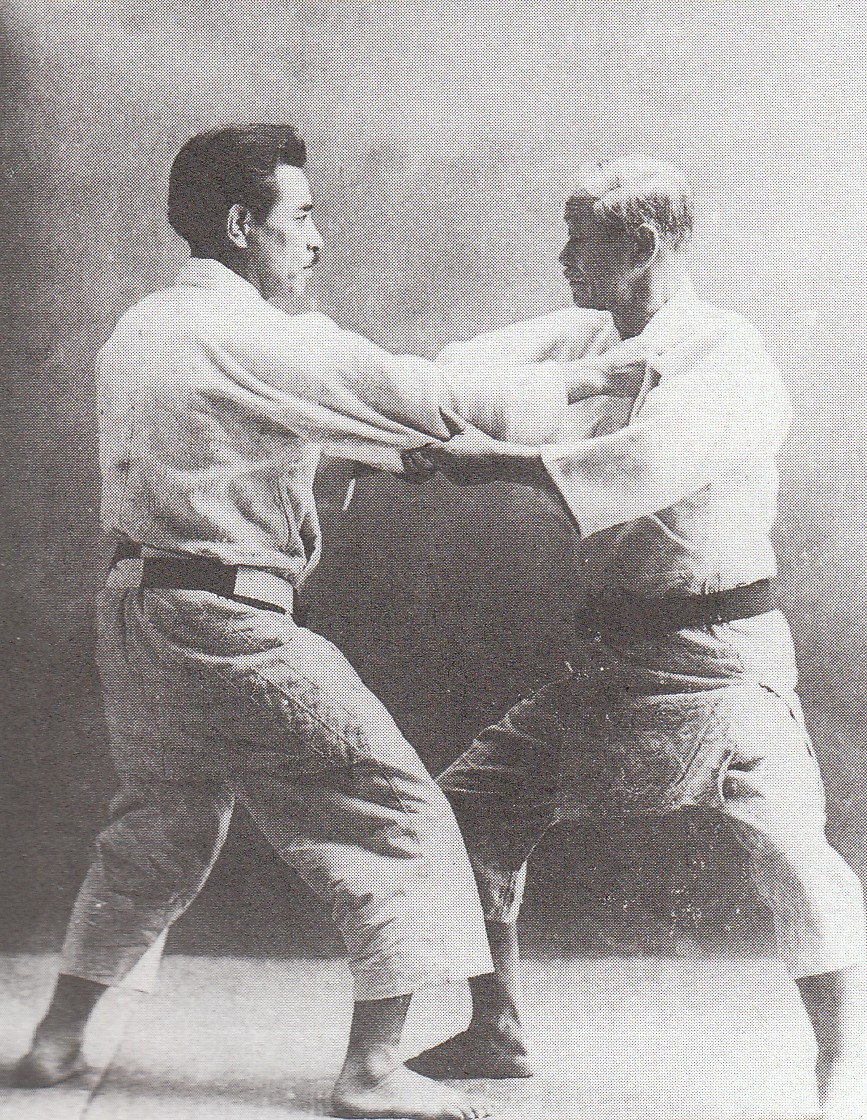
Izq.:Kyuzo Mifune
Der.:Jigoro Kano

Su carrera en Judo fue rápidamente ascendiendo, alcanzó Shodan(1.er grado) en menos de un año y medio de haber empezado en Kodokan y al poco tiempo llegó a Nidan( 2.º grado). Haciéndose conocido y respetado por la calidad de su Judo. Participó en los torneos anuales Rojo y Blanco del Kodokan ganando en todas las oportunidades que participó. Ya por el año 1912 cuando tenía solamente 29 años, alcanzó el alto grado de Rokudan(6.º grado), y fue nominado instructor en Kodokan. Fue tan extraordinaria su técnica, que le llamaban el” Dios del Judo”. A los 30 años contrajo matrimonio con una joven de su pueblo natal recomendada por su padre volviendo, entonces, a visitar su pueblo de origen solo por segunda vez desde que lo dejó.
Los veinte años siguientes la fama de Mifune continuó creciendo dedicándose este a enseñar el Judo con una perspectiva cientificista, tal y como era su óptica basando su metodología en la descomposición de fuerzas, en el Kuzushi, los desplazamientos o Shintai, enseñando también los Katas y practicando el Randori con sus estudiantes. A la edad de 40, fue desafiado por un luchador de Sumo de más de 100 kg de peso y 1,80 m de altura. Mifune con su escasa altura y magro peso dio fin dócilmente a la fama del luchador con su proyección de” avión”, de hecho kukinague o ukiotushi. Mifune era de comer frugalmente, dormía en una cama occidental y no fumaba. En el año 1937, cuando tenía 54 años, el Dr. Kano le otorgó una de las más altas distinciones, el grado de Kudan (9.º grado). A la muerte de Kano en 1938, y siendo Jiro Nango presidente del Kodokan, Mifune continuó siendo uno de los principales y más destacados instructores. Muchos estudiantes argumentaron que Mifune tendría que haber sido separado de su cargo de profesor y que fue más ”temido que amado”.
El 25 de mayo de 1945, y a la edad de 62 años, fue promovido a Judan (10º grado); solo otros tres habían recibido tal distinción por Kodokan por entonces. En 1956 y a la edad de 73 años, publicó su clásico libro el Canon del Judo, el cual sigue siendo una exposición remarcable de los conceptos de la filosofía, la historia, y la técnica del Judo. E. J. Harrison comenta que Mifune escribió en su libro un prólogo que, a pesar de su simpleza, expresa su naturaleza filosófica: “¡La libertad es un cambio continuo!”
La influencia de Mifune en el Judo de posguerra no puede ser subestimada. Su estilo y talento fueron quizás los más elegantes alguna vez vistos en el Kodokan; teniendo sin duda una influencia en la expansión del Judo a través del mundo, lo cual le ha permitido desarrollarse más tarde como deporte Olímpico. Un factor decisivo para esto fue su Judo dinámico y fluido que resultó ser la base natural que atrajo a individuos de otras culturas. Mifune entrenó a muchos extranjeros que pasaron por Kodokan, que a su vez llevaron sus experiencias a sus países de haber tenido uno de los profesores más conspicuos del Judo. Trevor Legget, un visitante frecuente del Kodokan durante muchos años, acotó que el Judo fue mucho más rudo en el Kodokan anteriormente a la Segunda Guerra Mundial respecto a la posguerra. Esta fue aparentemente la influencia de Mifune.

## Diseminando el Judo
La Segunda Guerra Mundial marcó un hito para el Judo del Kodokan. La muerte de Kano antes de la guerra, las demandas durante esta última, la rendición japonesa y la subsecuente ocupación de posguerra con la prohibición de las prácticas de artes marciales todo en conjunto produjeron la incertidumbre tanto en el Judo, así como en todo Japón. El resurgimiento del Kodokan después de la guerra se debió primariamente a dos individuos: Kyuzo Mifune y al general de la Fuerza Aérea de los Estados Unidos de América Curtis LeMay.
Curtis LeMay, quien más tarde fue director del Comando aéreo Estratégico y asistente del general MacArthur durante la ocupación norteamericana a Japón, hizo de la práctica en el Kodokan una rutina durante los viajes de servicio de la Fuerza Aérea en Japón y muchos visitantes norteamericanos llevaron de vuelta a sus hogares historias sobre este pequeño anciano proyectando jóvenes corpulentos sin aparente esfuerzo.
Ya en 1964 a los 81 años, y habiendo sido diagnosticado de cáncer de tráquea, fue oficial en los juegos Olímpicos de Tokio; en diciembre de ese año Sensei Mifune fue internado en estado delicado. Su sensible desaparición sucedió el 27 de enero de 1965. Han pasado decenas de años a la fecha, y aún no ha habido otro judoka de Kodokan con similar rango y técnica como el maestro Mifune. En la técnica de Mifune se ve cómo desequilibra con impresionante facilidad, aplicando tiempo, ángulo, distancia, rotación, traslación, dirección, y sentido; en wazas como Sumi otoshi, Tai otoshi, Hane goshi, Yoko wakare, O guruma, Ashi guruma, De ashi harai, Sasae tsurikomi ashi, Uchimata; y su manejo formidable del Kaeshi waza como nadie haya realizado. Sensei Mifune ha dejado tras de si una escuela, un estilo, la expresión artística más notable de cómo se debe concebir y practicar el verdadero Judo; a través de la ciencia y el arte del desequilibrio, que es el Judo mismo.

## Anécdotas
Sakujiro Yokoyama contó una anécdota que fue más tarde publicada por E. J. Harrison. Durante la primera parte del mes de enero de 1909 en un restaurante, Yokoyama, acompañado por Kyuzo Mifune quien era quinto dan del Kodokan, notaron en una esquina de la habitación un grupo de trece jóvenes amigos bebiendo sake, mientras que en el compartimento colindante había una pareja de ancianos y algunos otros visitantes comiendo. Los miembros del primer grupo susurraban y se veían muy activos, al mismo tiempo que emitían miradas en nuestra dirección. Mientras Mifune y Yokoyama fueron a pedir unas bebidas sin sospechar que este grupo tuviera alguna mala intención, uno de los jóvenes se les acercó, recogió con calma el saco y  sombrero de Yokoyama, y trató de hacerles frente en sus propias narices. El ladrón evidentemente empeñado en provocar una pelea, insistió en que la capa y el sombrero eran de su propiedad. Surgió un acalorado altercado, en medio del cual el vándalo asumió una actitud amenazante, y rápidamente se sumaron a él media docena de sus camaradas que se encontraban al otro lado de la habitación. Al no haber alternativa, Mifune tomó parte en el juego. Siendo un orador que evitaba discusiones y malos tonos, en menos de un minuto había derribado a todos con una rápida sucesión de suaves movimientos. A continuación, el resto de la banda se fijó en Yokoyama pero también fue dejando fuera de combate uno tras otro, y el asunto terminó en menos de tres minutos. Al momento que los agresores recuperaron el conocimiento no perdieron tiempo en hacerse las víctimas, pero detuvieron a uno de ellos y, obligándolo a confesar, este admitió que su objeto había sido obtener dinero de la pareja de judokas por la intimidación. Su buen vestir los habían inducido a un error y había imaginado que serían presa fácil. Mifune y Yokoyama dejaron a este joven confesante ir en lugar de entregarlo a la policía, ya que consideraron que habían recibido suficiente castigo en sus manos. Después de que los vándalos se habían ido la pareja de ancianos, que había sido espectadores ocasionales de la ocurrencia, le dijeron a Mifune y Yokoyama que era la primera vez en sus vidas que habían visto un ejemplo visual de Jujutsu y fueron sorprendidos por las hazañas que expertos pueden llevar a cabo en ese tipo de situaciones.
- Datos: Q2453372
- Multimedia: Kyūzō Mifune / Q2453372